# San Cristóbal Chacón
San Cristóbal Chacón är en ort i Mexiko.   Den ligger i kommunen Mineral de la Reforma och delstaten Hidalgo, i den sydöstra delen av landet, 80 km nordost om huvudstaden Mexico City. San Cristóbal Chacón ligger 2 393 meter över havet och antalet invånare är 1 147.
Terrängen runt San Cristóbal Chacón är kuperad åt nordost, men åt sydväst är den platt. Runt San Cristóbal Chacón är det mycket tätbefolkat, med 1 135 invånare per kvadratkilometer. Närmaste större samhälle är Pachuca de Soto, 4,1 km norr om San Cristóbal Chacón. Omgivningarna runt San Cristóbal Chacón är i huvudsak ett öppet busklandskap.